# 1996 en astronomie
| Années de l'astronomie : 1993 - 1994 - 1995 - 1996 - 1997 - 1998 - 1999    |
| Décennies de l'astronomie : 1960 - 1970 - 1980 - 1990 - 2000 - 2010 - 2020 |

Cet article présente les événements qui se sont produits pendant l'année 1996 dans le domaine de l'astronomie.

## Prix
- Prix Jules-Janssen : Michael Perryman
- Médaille Bruce : Albert Whitford

## Exoplanètes
- Découverte de 55 Cancri b[1].
- Découverte de 70 Virginis b[2].
- Découverte de Tau Bootis Ab[3].
- Découverte de Upsilon Andromedae b[4].

Toutes les quatre sont découvertes par la méthode des vitesses radiales.

## Note et référence
1. ↑  (en) 55 Cancri b sur L'Encyclopédie des planètes extrasolaires de l'Observatoire de Paris.
2. ↑  (en) 70 Virginis b sur L'Encyclopédie des planètes extrasolaires de l'Observatoire de Paris.
3. ↑  (en) Tau Bootis Ab sur L'Encyclopédie des planètes extrasolaires de l'Observatoire de Paris.
4. ↑  (en) Upsilon Andromedae b sur L'Encyclopédie des planètes extrasolaires de l'Observatoire de Paris.